# ガヴリーラ・デルジャーヴィン

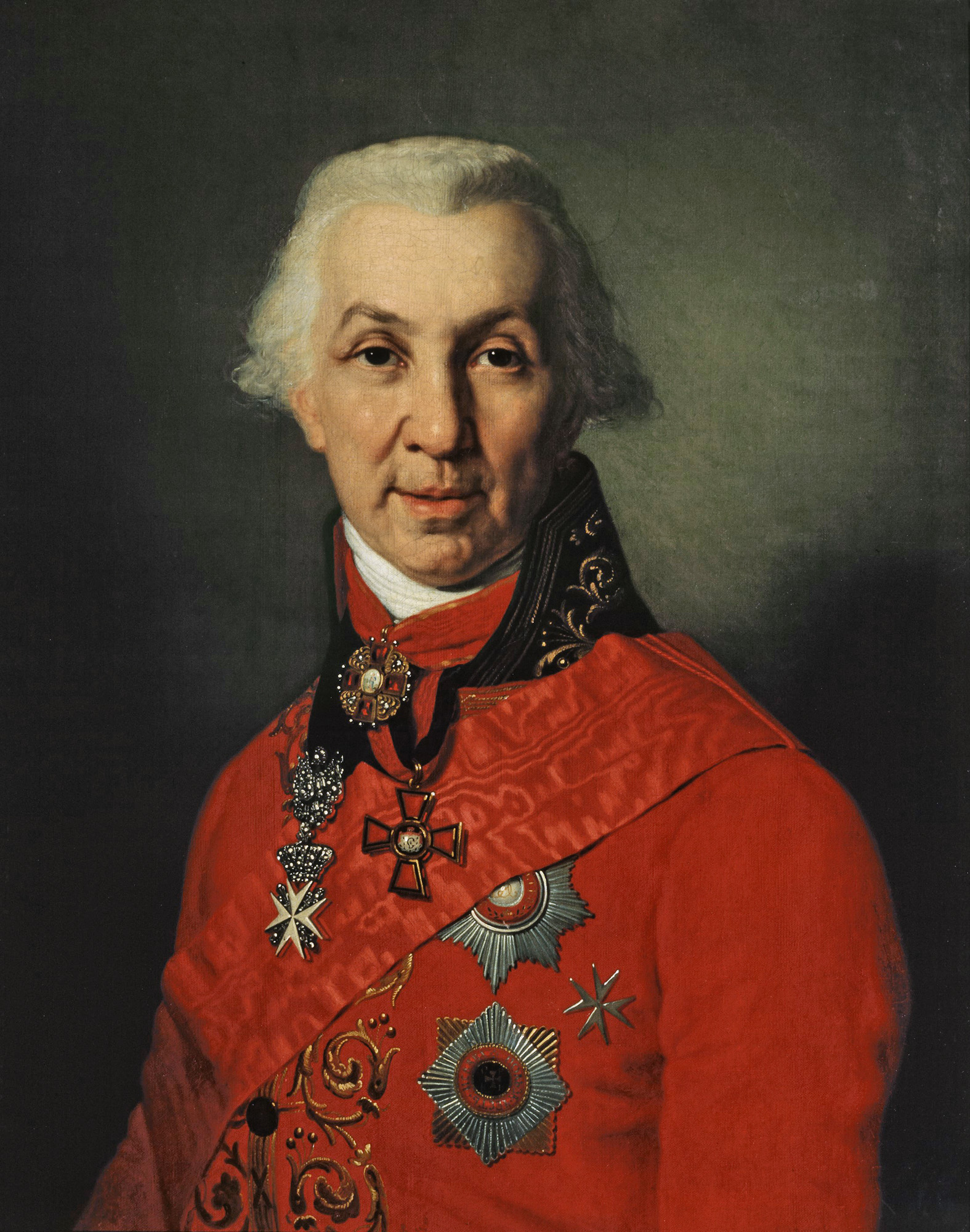
1811年

ガヴリーラ・ロマーノヴィチ・デルジャーヴィン（Гаври́ла Рома́нович Держа́вин、1743年7月14日 - 1816年7月20日）とは、啓蒙時代のロシアの詩人。古典主義の代表的存在であり、それを大きく推し進めた人物でもある。プーシキン以前では最大の詩人とされる。

## 概要
デルジャーヴィンはムルザ（タタール貴族）を祖にもつ。カザンに生まれ、そこで幼年時代をすごした。父は大尉であったロマン・ニコラエヴィッチであるが、デルジャーヴィンが若いころに亡くなっている。1762年からサンクトペテルブルクで、プレオブラジェンスキー連隊の兵卒となった。1772年には士官へ。1776年から1777年にはプガチョフの乱の鎮圧にも参加した。
文学界や一般社会で名声が高まったのは、1782年に頌歌『フェリーツァ』を書いてからである。これはエカチェリーナ2世を褒めたたえるものであった（女帝は喜んだが、実際にはこれは風刺であった）。
デルジャーヴィンはオロネツの県令に抜擢され、1785年からはタンボフの知事になった。どちらでもデルジャーヴィンは秩序を重んじようとし、汚職との戦いは地方のエリートたちとの衝突を招いた。
1789年、彼は首都に戻り、いくつもの要職を歴任していく。これらの時代を通じ、デルジャーヴィンが文壇に停滞をもたらすことはなかった。長詩『神』（1784年）など、いくつもの作品を書いている。
1803年に退役し、サンクトペテルブルクやノヴゴロドのズヴァンカにある自分の領地などで暮らす。晩年は作家活動に専念するようになった。
1816年にズヴァンカの自宅で死去。